# .nu
.nu je internetová národní doména nejvyššího řádu pro Niue.
Doména je velmi oblíbená a často využívaná ve Švédsku, Norsku a Dánsku. Ve švédštině, norštině a dánštině „nu“ znamená „nyní“. Před rokem 2003 bylo také ve Švédsku obtížné získat doménu 2. řádu pod národní doménou .se, která byla přidělována jen vládním autoritám a akciovým společnostem.